# Dinar iraquiano
O dinar iraquiano (em árabe: دينار;; romaniz.: AFI: /diːˈnɑːr/) é a moeda oficial do Iraque. o seu código abreviado é ID e o código ISO 4217 é IQD. É subdividido em 1 000 fils (em árabe: فلس), mas devido à inflação essa subdivisão já não é usada na prática.

## História
O dinar iraquiano entrou em circulação em 1 de abril de 1932, substituindo a rupia indiana, que era a moeda oficial desde a ocupação britânica do país na Primeira Guerra Mundial, a uma taxa de 1 dinar = 11 rupias. O dinar foi indexado ao par com a libra esterlina até 1959, quando, sem alterar seu valor, a indexação foi trocada para o dólar dos Estados Unidos à taxa de IQD 1 = US$ 2,80. Por não seguir as desvalorizações dos EUA em 1971 e 1973, a taxa oficial subiu para US$ 3,3778, antes de uma desvalorização de 5% reduzir sua taxa para US$ 3,2169, uma taxa que permaneceu até a Guerra do Golfo em 1990, embora no final de 1989 a taxa do mercado negro tenha sido relatada como cinco a seis vezes maior do que a taxa oficial.

### Desenvolvimentos pós-1990
Após a Guerra do Golfo em 1990, devido às sanções da ONU, o Iraque não conseguiu mais fazer pedidos à De La Rue para novas emissões das notas de alta qualidade anteriores, então novas notas foram produzidas. As notas pré-1990 ficaram conhecidas como dinares suíços, enquanto as novas notas de dinares foram chamadas de dinares de Saddam. Devido aos Estados Unidos e às sanções internacionais ao Iraque, juntamente com a impressão excessiva do governo, a moeda do dinar de Saddam desvalorizou-se rapidamente. No final de 1995, US$ 1 era avaliado em 3.000 dinares de Saddam no mercado negro.
Durante o conflito das Zonas de exclusão aérea no Iraque, as notas de dinares suíços continuaram a circular no norte do Iraque, então politicamente isolado e povoado por curdos. O governo do Curdistão do norte do Iraque que foi criado como resultado se recusou a aceitar as notas inflacionadas de dinar de Saddam (que foram emitidas em grandes quantidades). Como o fornecimento de notas de dinar de Saddam aumentou enquanto o fornecimento de notas de dinar suíço permaneceu estável (até mesmo diminuiu devido às notas retiradas de circulação), as notas de dinar suíço se valorizaram em relação à nota de dinar de Saddam. Ao ter seu próprio suprimento estável de dinares suíços iraquianos, a região politicamente isolada efetivamente evitou a inflação, que correu solta pelo resto do país.
Depois que Saddam Hussein foi deposto na invasão do Iraque em 2003, o Conselho de Governo Iraquiano e a Autoridade Provisória da Coalizão imprimiram mais notas de dinar de Saddam como uma medida paliativa para manter o suprimento de dinheiro até que uma nova moeda pudesse ser introduzida.
Entre 15 de outubro de 2003 e 15 de janeiro de 2004, a Autoridade Provisória da Coalizão emitiu novas notas e moedas de dinar iraquiano, com as notas impressas pela empresa de impressão de segurança britânica De La Rue usando técnicas modernas anti-falsificação para "criar uma única moeda unificada que é usada em todo o Iraque e também tornará o dinheiro mais conveniente para uso na vida cotidiana das pessoas". Vários trilhões de dinares foram enviados ao Iraque e garantidos no Banco Central para trocar por notas de dinar de Saddam. As notas de dinar de Saddam foram trocadas pelos novos dinares ao par, enquanto as notas de dinar suíço foram trocadas a uma taxa de um dinar suíço = 150 novos dinares.
A inflação e a depreciação da moeda continuaram desde então. Em 19 de dezembro de 2020, o Banco Central do Iraque desvalorizou o dinar em 24% para melhorar a receita do governo, que foi afetada pela pandemia de COVID-19 e pelos baixos preços do petróleo. Em 2 de março de 2019, a taxa de câmbio indicativa do Banco Central era IQD 1.190 = US$ 1. e em 18 de junho de 2021 era IQD 1.460,5000 = US$ 1.
Há uma confusão considerável (talvez intencional por parte dos vendedores de dinares) em torno do papel do Fundo Monetário Internacional no Iraque. O FMI, como parte da reconstrução do Iraque, está monitorando as finanças do Iraque e, para esse propósito, usa uma taxa única (não uma venda/compra) de IQD 1170 por US$. Essa "taxa de programa" é usada para cálculos no programa de monitoramento do FMI e não é uma taxa imposta ao Iraque pelo FMI. Para uma história mais ampla em torno da moeda na região.